# Тувалу (фильм)
«Тувалу» (Tuvalu) — немецкий экспериментальный фильм режиссёра Файта Хелмера, трагикомедия.

## Сюжет
Действие фильма развивается в неназванной стране. Главный герой фильма Антон, простоватый одинокий мужчина. Он живёт со своими пожилыми родителями Карлом и Мартой в старом общественном бассейне, который помогает им обслуживать. Карл, будучи слепым, считает, что бассейн до сих пор пользуется популярностью и его работа спасателя востребована. Антон с матерью, скрывая от него правду, часто разыгрывают для старика своеобразное представление, включив аудиозапись резвящихся в воде детей и имитируя присутствие в бассейне целой толпы. Марта работает билетёром, но так как главная её страсть — коллекционирование пуговиц, зачастую берёт плату с посетителей не деньгами, а пуговицами. Бассейн пребывает в глубокой разрухе, и только слаженные и отработанные действия семьи поддерживают его в более-менее рабочем состоянии. Сердцем всего заведения является паровой котёл фирмы «Imperial», за которым любовно и ревностно ухаживает слепой отец. Однажды в бассейн приходит таинственная пара: старый моряк Густав с дочкой Евой. Антон влюбляется в Еву, но робкий характер не даёт ему с ней познакомиться ближе.
У Антона есть старший брат Грегор, который живёт отдельно и занимается строительным бизнесом. Строительная фирма Грегора сносит дом Густава и Евы, и Антон предоставляет им приют в котельной бассейна. Грегор планирует снести отцовский бассейн и проложить на его месте шоссе, однако Карл, догадавшись о планах сына, даёт понять что сноса он не допустит. Решив сыграть на плачевном техническом состоянии бассейна, Грегор устраивает несчастный случай, в результате которого гибнет Густав. Ева обвиняет в случившемся Антона и переезжает жить на старый буксир, доставшийся ей в наследство. Грегор приглашает в бассейн инспектора, который осматривает здание и даёт владельцам неделю на то, чтобы те привели его в рабочее состояние.
Антон ищет способ починить здание, но денег у семьи нет и кажется, что бассейн обречён. В это время Ева пытается отремонтировать буксир, чтобы уплыть с Грегором на райский остров Тувалу, карту которого она нашла в сундуке отца. Стоящий на судне паровой котёл «Imperial» не работает, Ева обращается в ремонтную мастерскую, но нужной детали там нет. Грегор, который принялся ухаживать за Евой, подсказывает ей, что такая же машина установлена в общественном бассейне. Не видя иного выхода, Ева решает выкрасть нужную для ремонта деталь.
В день повторной инспекции Грегор пытается устроить ещё один несчастный случай, Ева становится случайным свидетелем его подготовки и понимает, кто на самом деле виноват в смерти её отца.

## В ролях
| Актёр             | Роль        |
| ----------------- | ----------- |
| Дени Лаван        | Антон       |
| Чулпан Хаматова   | Ева         |
| Филипп Кле        | Карл        |
| Терренс Гиллеспи  | Грегор      |
| Каталина Мургеа   | Марта       |
| И. Джей. Каллахан | Инспектор   |
| Джоко Росич       | Густав      |
| Тодор Георгиев    | Полицейский |

## Некоторые факты
- Съёмки фильма проходили в Софии, Болгария.
- Герои фильма, сыгранные актёрами из разных стран, в основном обходятся в общении без слов, ограничиваясь жестами, мимикой и возгласами. Тем не менее, немногочисленные реплики актёры произносят каждый на своём родном языке, за редким исключением прибегая к более распространённому английскому (героиня Чулпан Хаматовой называет Грегора «murder» — убийца) или немецкому («аchtung!» кричит строитель толпе перед сносом здания).
- Остров Тувалу, на который мечтает попасть Ева — реально существующее островное государство в Полинезии. В отличие от вымышленного варианта из фильма, Тувалу располагается на девяти населённых островах (6 из которых атоллы).